# Jaume Bayó
Jaume Bayó i Font (Barcelona, 1873-1961) fue un arquitecto español, conocido principalmente por su colaboración con Antoni Gaudí en varias obras suyas.

## Biografía
Estudió en la Escuela Técnica Superior de Arquitectura de Barcelona, en la que se graduó el 3 de septiembre de 1900. Fue ayudante de diversos arquitectos, como Lluís Domènech i Montaner y Antoni Gaudí, con el que colaboró en la Casa Batlló (1904-1906) y la Casa Milà (1906-1910), junto con su hermano el constructor Josep Bayó i Font. Posteriormente realizó varias obras en solitario, principalmente en estilo modernista, como la Casa Baurier, en la calle Iradier de Barcelona. Fue director de construcciones para la Exposición Internacional de Barcelona (1929).
Fue catedrático de Resistencia de Materiales de la Escuela de Arquitectura de Barcelona (1912-1944).